# Kim Yoon-hye
Dans ce nom coréen, le nom de famille, Kim, précède le nom personnel.
Pour les articles homonymes, voir Kim.
Kim Yoon-hye dite Woori (coréen : 김윤혜), née le 24 mai 1991 à Seocho-gu (Séoul), est une actrice sud-coréenne.
Elle apparaît pour la première fois en couverture du magazine Vogue Corée en 2002 et pose également pour MTV Asia en 2005. Elle fait ses débuts d’actrice sous le nom de scène Woori avant d’utiliser son vrai nom et de jouer dans Heartstrings en 2012.
En septembre 2019, elle signe avec une nouvelle agence, J-Wide Company.

## Filmographie

### Cinéma
- 2017 : Parce que je t'aime : Kim Mal-hee

### Télévision
- 2011 : Heartstrings : Han Hee-joo
- 2013 : Flower Boys Next Door : Yoon Seo-young
- 2020 : 18 Again : Yoon Seo-young
- 2021 : Vincenzo : Seo Mi-ri